# 安卓·威爾森
安卓·威爾森（瑞典語：Andreas Wilson，1981年3月7日—）是瑞典演員，2003年演出第一部電影《邪惡》後廣受矚目，並以此片入圍金甲蟲獎最佳男主角，並在義大利歐洲電影節和上海國際影展封帝；2004年他也被歐洲電影推廣協會選為「歐洲電影明日之星」之一。他同時也擔任美國服飾品牌A&F的模特兒。

## 生平
安卓原本在藝術學校便是專攻男中音、舞蹈和戲劇，畢業後他參與演出了電視劇場《甜麵包》(Bullen)系列，而後便全力投注在劇場演出，尤其是演出了多部音樂舞台劇。直至電影導演麥克·哈夫斯強為新片《邪惡》選角舉辦試鏡時，他才脫穎而出。
2004年8月，由於《邪惡》於台灣上映，安卓·威爾森來台宣傳。

## 電影作品
- 2003 : 《邪惡》(Ondskan)[4]
- 2005 : 《動物》(Animal)
- 2005 : 《Den Utvalde》
- 2006 : 《Babas bilar》
- 2006 : 《殺了你的達令》(Kill Your Darlings)
- 2010 : 《單車新娘》(Bicycle Bride)
- 2011 : 《斯通的活死人之戰》(War of the Dead)
- 2011:《Avain Italiaan》
- 2012:《真实的人类》(Real Humans，電視劇)
- 2014:《The Veil of Twilight》

## 獎項
- 2003-義大利歐洲電影節最佳男主角(《邪惡》)
- 2004-中國上海國際影展最佳男主角(《邪惡》)

## 外部連結
- 安卓·威爾森在互联网电影资料库（IMDb）上的資料（英文）